# Gary Cahill
Gary James Cahill (Sheffield, 19 dicembre 1985) è un ex calciatore inglese, di ruolo difensore.

## Caratteristiche tecniche
Cahill era un difensore centrale abile nel gioco aereo, nei contrasti e negli intercetti.

## Carriera

### Club

#### Aston Villa e vari prestiti
Ha iniziato la sua carriera da professionista nel 2003, con la maglia dell'Aston Villa; nella stagione 2003-2004 ha fatto parte della prima squadra, ma non è mai stato utilizzato dall'allenatore David O'Leary.
Nell'annata successiva (2004-2005) è stato girato in prestito al Burnley, club militante nel Championship. Il 3 gennaio 2005 ha segnato il suo primo gol tra i professionisti, decidendo la partita contro lo Stoke City (1-0). A fine stagione ha fatto ritorno all'Aston Villa.
Il 15 aprile 2006 ha segnato la sua prima rete in Premier League, nel derby vinto per 3-1 contro il Birmingham City.
Nella stagione 2007-2008 è passato in prestito allo Sheffield United, con cui ha disputato 16 partite e segnato due gol.

#### Bolton
Il 30 gennaio 2008 è stato acquistato dal Bolton per sei milioni di euro. Il 2 febbraio seguente ha esordito con la nuova maglia, nella partita vinta 2-0 contro il Reading. Il 2 ottobre successivo, ha segnato il suo primo gol con i Wanderers, nella vittoria per 3-1 sul campo del West Ham. In totale, con la maglia del Bolton ha collezionato 147 presenze e 15 reti in tre stagioni e mezzo.

#### Chelsea

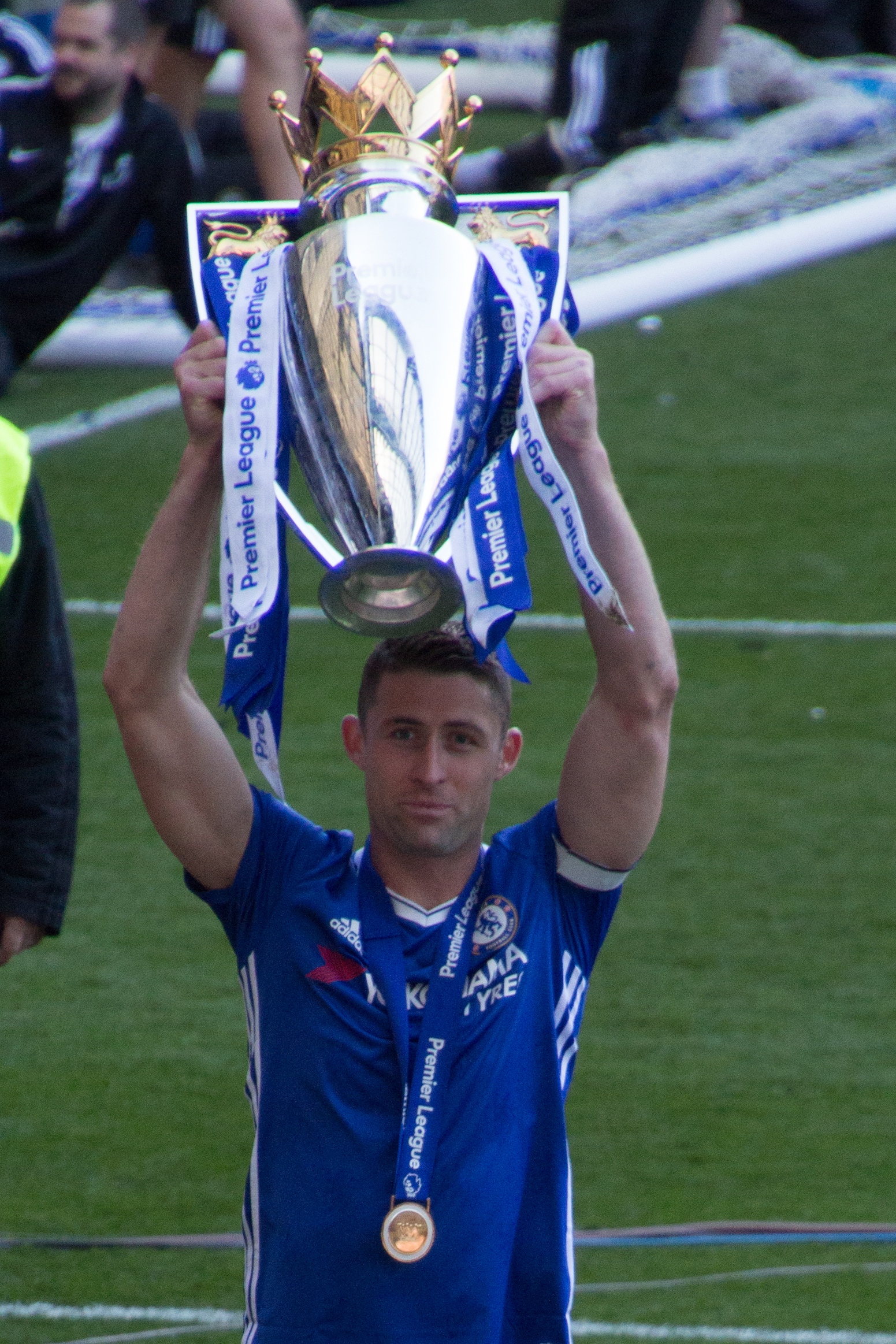
Cahill con la maglia del Chelsea mentre solleva tra le mani il trofeo della Premier League vinto nel maggio 2017.

Il 16 gennaio 2012 è stato acquistato dal Chelsea per 10 milioni di euro. Il 5 febbraio seguente ha esordito con la nuova maglia, nel pareggio casalingo per 3-3 contro il Manchester United. Il 21 marzo ha segnato il suo primo gol con i Blues, nella partita persa per 1-2 contro il Manchester City a Stamford Bridge. L'allenatore Roberto Di Matteo l'ha schierato da titolare nella finale di Champions League del 19 maggio all'Allianz Arena, contro il Bayern Monaco, a causa della squalifica del suo compagno di reparto John Terry; il Chelsea si è aggiudicato l'incontro ai calci di rigore, dopo l'1-1 dei tempi regolamentari, e si è così laureato campione d'Europa per la prima volta nella sua storia. Il 31 agosto, nella finale di Supercoppa Europea persa contro l'Atletico Madrid (1-4), Cahill ha segnato il gol della bandiera della sua squadra. Il 15 maggio 2013 ha vinto l'Europa League con il Chelsea, battendo in finale il Benfica per 2-1.
Titolare del club sino al 2018, nel 2018-2019, oltre a essere stato protagonista di dissidi col tecnico dei blues Maurizio Sarri, finisce ai margini della rosa.
Nell’estate del 2019 rimane svincolato. Con il Chelsea ha raccolto in 7 anni in tutte le competizioni 290 presenze e 25 gol vincendo 2 Premier League, 2 FA Cup, 1 Coppa di Lega, 2 Europa League e 1 Champions League.

#### Crystal Palace
Il 5 agosto 2019 viene ingaggiato dal Crystal Palace firmando un contratto biennale, ritrovando così dopo tre anni, Roy Hodgson suo allenatore ai tempi della nazionale inglese.

#### Bournemouth
Il 20 agosto 2021 firma per il Bournemouth.

### Nazionale
Conta tre presenze con la nazionale Under-20 inglese ed altre tre con l'Under-21.
Il 3 settembre 2010 ha esordito in nazionale maggiore, nella vittoria per 4-0 contro la Bulgaria. Il 2 settembre 2011, sempre contro la Bulgaria (3-0), ha segnato il suo primo gol con la maglia dei Tre Leoni. Si è ripetuto il 29 febbraio 2012, nella partita persa per 2-3 contro i Paesi Bassi.
Convocato per Euro 2012, ha poi dovuto rinunciare alla convocazione a causa di una frattura alla mandibola.
Il 30 maggio 2014 ha segnato un gol nell'amichevole vinta per 3-0 contro il Perù.
Nel settembre del 2014 è stato nominato vice-capitano dell'Inghilterra.
Viene convocato per gli Europei 2016 in Francia, dov'è titolare nella difesa inglese.
Dopo gli europei con l'arrivo di Gareth Southgate in panchina, Cahill perde il posto da titolare, vista anche la crescita dei difensori Harry Maguire e John Stones.
Viene convocato per i Mondiali 2018, dove è riserva; nel mese di agosto annuncia, dopo otto anni, il suo ritiro dalla nazionale.

## Statistiche

### Presenze e reti nei club
Statistiche aggiornate al termine della carriera.
| Stagione           | Squadra            | Campionato         | Campionato | Campionato | Coppe nazionali | Coppe nazionali | Coppe nazionali | Coppe continentali | Coppe continentali | Coppe continentali | Altre coppe | Altre coppe | Altre coppe | Totale | Totale |
| Stagione           | Squadra            | Comp               | Pres       | Reti       | Comp            | Pres            | Reti            | Comp               | Pres               | Reti               | Comp        | Pres        | Reti        | Pres   | Reti   |
| ------------------ | ------------------ | ------------------ | ---------- | ---------- | --------------- | --------------- | --------------- | ------------------ | ------------------ | ------------------ | ----------- | ----------- | ----------- | ------ | ------ |
| nov. 2003-giu.2004 | Burnley            | FLC                | 27         | 1          | FACup+CdL       | 4+1             | 0               | -                  | -                  | -                  | -           | -           | -           | 32     | 1      |
| 2005-2006          | Aston Villa        | PL                 | 7          | 1          | FACup+CdL       | 0+1             | 0               | -                  | -                  | -                  | -           | -           | -           | 8      | 1      |
| 2006-2007          | Aston Villa        | PL                 | 20         | 0          | FACup+CdL       | 1+0             | 0               | -                  | -                  | -                  | -           | -           | -           | 21     | 0      |
| ago. 2007          | Aston Villa        | PL                 | 1          | 0          | FACup+CdL       | 0+1             | 0               | -                  | -                  | -                  | -           | -           | -           | 2      | 0      |
| Totale Aston Villa | Totale Aston Villa | Totale Aston Villa | 28         | 1          |                 | 3               | 0               |                    | -                  | -                  |             | -           | -           | 31     | 1      |
| 2007-gen.2008      | Sheffield Utd      | FLC                | 16         | 2          | FACup+CdL       | 0+0             | 0               | -                  | -                  | -                  | -           | -           | -           | 16     | 2      |
| gen.-giu. 2008     | Bolton             | PL                 | 13         | 0          | FACup+CdL       | 0+0             | 0               | CU                 | 4                  | 0                  | -           | -           | -           | 17     | 0      |
| 2008-2009          | Bolton             | PL                 | 33         | 3          | FACup+CdL       | 0+1             | 0               | -                  | -                  | -                  | -           | -           | -           | 34     | 3      |
| 2009-2010          | Bolton             | PL                 | 29         | 5          | FACup+CdL       | 2+3             | 1+1             | -                  | -                  | -                  | -           | -           | -           | 34     | 7      |
| 2010-2011          | Bolton             | PL                 | 36         | 3          | FACup+CdL       | 5+0             | 0               | -                  | -                  | -                  | -           | -           | -           | 41     | 3      |
| 2011-gen. 2012     | Bolton             | PL                 | 19         | 2          | FACup+CdL       | 0+2             | 0               | -                  | -                  | -                  | -           | -           | -           | 21     | 2      |
| Totale Bolton      | Totale Bolton      | Totale Bolton      | 130        | 13         |                 | 13              | 2               |                    | 4                  | 0                  |             | -           | -           | 147    | 15     |
| gen.-giu. 2012     | Chelsea            | PL                 | 10         | 1          | FACup+CdL       | 4+0             | 1+0             | UCL                | 5                  | 0                  | -           | -           | -           | 19     | 2      |
| 2012-2013          | Chelsea            | PL                 | 26         | 2          | FACup+CdL       | 4+4             | 0+2             | UCL+UEL            | 4+4                | 1+0                | CS+SU+Cmc   | 0+1+2       | 0+1+0       | 45     | 6      |
| 2013-2014          | Chelsea            | PL                 | 30         | 1          | FACup+CdL       | 3+3             | 0               | UCL                | 10                 | 1                  | SU          | 1           | 0           | 47     | 2      |
| 2014-2015          | Chelsea            | PL                 | 36         | 1          | FACup+CdL       | 2+4             | 1+0             | UCL                | 6                  | 1                  | -           | -           | -           | 48     | 3      |
| 2015-2016          | Chelsea            | PL                 | 23         | 2          | FACup+CdL       | 4+2             | 1+0             | UCL                | 7                  | 1                  | CS          | 1           | 0           | 37     | 4      |
| 2016-2017          | Chelsea            | PL                 | 37         | 6          | FACup+CdL       | 3+3             | 0+2             | -                  | -                  | -                  | -           | -           | -           | 43     | 8      |
| 2017-2018          | Chelsea            | PL                 | 27         | 0          | FACup+CdL       | 6+3             | 0               | UCL                | 6                  | 0                  | CS          | 1           | 0           | 43     | 0      |
| 2018-2019          | Chelsea            | PL                 | 2          | 0          | FACup+CdL       | 0+2             | 0               | UEL                | 4                  | 0                  | CS          | 0           | 0           | 8      | 0      |
| Totale Chelsea     | Totale Chelsea     | Totale Chelsea     | 191        | 13         |                 | 47              | 7               |                    | 46                 | 4                  |             | 6           | 1           | 290    | 25     |
| 2019-2020          | Crystal Palace     | PL                 | 25         | 0          | FACup+CdL       | 1+1             | 0               | -                  | -                  | -                  | -           | -           | -           | 27     | 0      |
| 2020-2021          | Crystal Palace     | PL                 | 20         | 1          | FACup+CdL       | 0               | 0               | -                  | -                  | -                  | -           | -           | -           | 20     | 1      |
| Totale Chelsea     | Totale Chelsea     | Totale Chelsea     | 45         | 1          |                 | 2               | 0               |                    | -                  | -                  |             | -           | -           | 47     | 1      |
| 2021-2022          | Bournemouth        | FLC                | 22         | 0          | FACup+CdL       | 0               | 0               | -                  | -                  | -                  | -           | -           | -           | 22     | 0      |
| Totale carriera    | Totale carriera    | Totale carriera    | 459        | 31         |                 | 70              | 9               |                    | 50                 | 4                  |             | 6           | 1           | 583    | 45     |

### Cronologia presenze e reti in nazionale
| Cronologia completa delle presenze e delle reti in nazionale ― Inghilterra | Cronologia completa delle presenze e delle reti in nazionale ― Inghilterra | Cronologia completa delle presenze e delle reti in nazionale ― Inghilterra | Cronologia completa delle presenze e delle reti in nazionale ― Inghilterra | Cronologia completa delle presenze e delle reti in nazionale ― Inghilterra | Cronologia completa delle presenze e delle reti in nazionale ― Inghilterra | Cronologia completa delle presenze e delle reti in nazionale ― Inghilterra | Cronologia completa delle presenze e delle reti in nazionale ― Inghilterra |
| Data                                                                       | Città                                                                      | In casa                                                                    | Risultato                                                                  | Ospiti                                                                     | Competizione                                                               | Reti                                                                       | Note                                                                       |
| -------------------------------------------------------------------------- | -------------------------------------------------------------------------- | -------------------------------------------------------------------------- | -------------------------------------------------------------------------- | -------------------------------------------------------------------------- | -------------------------------------------------------------------------- | -------------------------------------------------------------------------- | -------------------------------------------------------------------------- |
| 3-9-2010                                                                   | Londra                                                                     | Inghilterra                                                                | 4 – 0                                                                      | Bulgaria                                                                   | Qual. Euro 2012                                                            | -                                                                          | 57’                                                                        |
| 9-2-2011                                                                   | Copenaghen                                                                 | Danimarca                                                                  | 1 – 2                                                                      | Inghilterra                                                                | Amichevole                                                                 | -                                                                          | 60’                                                                        |
| 29-3-2011                                                                  | Londra                                                                     | Inghilterra                                                                | 1 – 1                                                                      | Ghana                                                                      | Amichevole                                                                 | -                                                                          |                                                                            |
| 2-9-2011                                                                   | Sofia                                                                      | Bulgaria                                                                   | 0 – 3                                                                      | Inghilterra                                                                | Qual. Euro 2012                                                            | 1                                                                          |                                                                            |
| 6-9-2011                                                                   | Londra                                                                     | Inghilterra                                                                | 1 – 0                                                                      | Galles                                                                     | Qual. Euro 2012                                                            | -                                                                          |                                                                            |
| 7-10-2011                                                                  | Podgorica                                                                  | Montenegro                                                                 | 2 – 2                                                                      | Inghilterra                                                                | Qual. Euro 2012                                                            | -                                                                          |                                                                            |
| 15-11-2011                                                                 | Londra                                                                     | Inghilterra                                                                | 1 – 0                                                                      | Svezia                                                                     | Amichevole                                                                 | -                                                                          |                                                                            |
| 29-2-2012                                                                  | Londra                                                                     | Inghilterra                                                                | 2 – 3                                                                      | Paesi Bassi                                                                | Amichevole                                                                 | 1                                                                          |                                                                            |
| 2-6-2012                                                                   | Londra                                                                     | Inghilterra                                                                | 1 – 0                                                                      | Belgio                                                                     | Amichevole                                                                 | -                                                                          | 19’                                                                        |
| 15-8-2012                                                                  | Berna                                                                      | Inghilterra                                                                | 2 – 1                                                                      | Italia                                                                     | Amichevole                                                                 | -                                                                          |                                                                            |
| 12-10-2012                                                                 | Londra                                                                     | Inghilterra                                                                | 5 – 0                                                                      | San Marino                                                                 | Qual. Mondiali 2014                                                        | -                                                                          |                                                                            |
| 14-11-2012                                                                 | Stoccolma                                                                  | Svezia                                                                     | 4 – 2                                                                      | Inghilterra                                                                | Amichevole                                                                 | -                                                                          |                                                                            |
| 6-2-2013                                                                   | Londra                                                                     | Inghilterra                                                                | 2 – 1                                                                      | Brasile                                                                    | Amichevole                                                                 | -                                                                          |                                                                            |
| 29-5-2013                                                                  | Londra                                                                     | Inghilterra                                                                | 1 – 1                                                                      | Irlanda                                                                    | Amichevole                                                                 | -                                                                          |                                                                            |
| 2-6-2013                                                                   | Rio de Janeiro                                                             | Brasile                                                                    | 2 – 2                                                                      | Inghilterra                                                                | Amichevole                                                                 | -                                                                          |                                                                            |
| 14-8-2013                                                                  | Londra                                                                     | Inghilterra                                                                | 3 – 2                                                                      | Scozia                                                                     | Amichevole                                                                 | -                                                                          |                                                                            |
| 6-9-2013                                                                   | Londra                                                                     | Inghilterra                                                                | 4 – 0                                                                      | Moldavia                                                                   | Qual. Mondiali 2014                                                        | -                                                                          |                                                                            |
| 10-9-2013                                                                  | Kiev                                                                       | Ucraina                                                                    | 0 – 0                                                                      | Inghilterra                                                                | Qual. Mondiali 2014                                                        | -                                                                          |                                                                            |
| 11-10-2013                                                                 | Londra                                                                     | Inghilterra                                                                | 4 – 1                                                                      | Montenegro                                                                 | Qual. Mondiali 2014                                                        | -                                                                          |                                                                            |
| 15-10-2013                                                                 | Londra                                                                     | Inghilterra                                                                | 2 – 0                                                                      | Polonia                                                                    | Qual. Mondiali 2014                                                        | -                                                                          |                                                                            |
| 15-11-2013                                                                 | Londra                                                                     | Inghilterra                                                                | 0 – 2                                                                      | Cile                                                                       | Amichevole                                                                 | -                                                                          | 55’                                                                        |
| 5-3-2014                                                                   | Londra                                                                     | Inghilterra                                                                | 1 – 0                                                                      | Danimarca                                                                  | Amichevole                                                                 | -                                                                          |                                                                            |
| 30-5-2014                                                                  | Londra                                                                     | Inghilterra                                                                | 3 – 0                                                                      | Perù                                                                       | Amichevole                                                                 | 1                                                                          |                                                                            |
| 7-6-2014                                                                   | Miami Gardens                                                              | Inghilterra                                                                | 0 – 0                                                                      | Honduras                                                                   | Amichevole                                                                 | -                                                                          | 70’                                                                        |
| 14-6-2014                                                                  | Manaus                                                                     | Inghilterra                                                                | 1 – 2                                                                      | Italia                                                                     | Mondiali 2014 - 1º turno                                                   | -                                                                          |                                                                            |
| 19-6-2014                                                                  | San Paolo                                                                  | Uruguay                                                                    | 2 – 1                                                                      | Inghilterra                                                                | Mondiali 2014 - 1º turno                                                   | -                                                                          |                                                                            |
| 24-6-2014                                                                  | Belo Horizonte                                                             | Costa Rica                                                                 | 0 – 0                                                                      | Inghilterra                                                                | Mondiali 2014 - 1º turno                                                   | -                                                                          |                                                                            |
| 3-9-2014                                                                   | Londra                                                                     | Inghilterra                                                                | 1 – 0                                                                      | Norvegia                                                                   | Amichevole                                                                 | -                                                                          | 84’                                                                        |
| 8-9-2014                                                                   | Basilea                                                                    | Svizzera                                                                   | 0 – 2                                                                      | Inghilterra                                                                | Qual. Euro 2016                                                            | -                                                                          |                                                                            |
| 9-10-2014                                                                  | Londra                                                                     | Inghilterra                                                                | 5 – 0                                                                      | San Marino                                                                 | Qual. Euro 2016                                                            | -                                                                          |                                                                            |
| 12-10-2014                                                                 | Tallinn                                                                    | Estonia                                                                    | 0 – 1                                                                      | Inghilterra                                                                | Qual. Euro 2016                                                            | -                                                                          |                                                                            |
| 15-11-2014                                                                 | Londra                                                                     | Inghilterra                                                                | 3 – 1                                                                      | Slovenia                                                                   | Qual. Euro 2016                                                            | -                                                                          |                                                                            |
| 18-11-2014                                                                 | Glasgow                                                                    | Scozia                                                                     | 1 – 3                                                                      | Inghilterra                                                                | Amichevole                                                                 | -                                                                          | 46’                                                                        |
| 27-3-2015                                                                  | Londra                                                                     | Inghilterra                                                                | 4 – 0                                                                      | Lituania                                                                   | Qual. Euro 2016                                                            | -                                                                          |                                                                            |
| 7-6-2015                                                                   | Dublino                                                                    | Irlanda                                                                    | 0 – 0                                                                      | Inghilterra                                                                | Amichevole                                                                 | -                                                                          | 74’                                                                        |
| 14-6-2015                                                                  | Lubiana                                                                    | Slovenia                                                                   | 2 – 3                                                                      | Inghilterra                                                                | Qual. Euro 2016                                                            | -                                                                          |                                                                            |
| 8-9-2015                                                                   | Londra                                                                     | Inghilterra                                                                | 2 – 0                                                                      | Svizzera                                                                   | Qual. Euro 2016                                                            | -                                                                          |                                                                            |
| 9-10-2015                                                                  | Londra                                                                     | Inghilterra                                                                | 2 – 0                                                                      | Estonia                                                                    | Qual. Euro 2016                                                            | -                                                                          | cap.                                                                       |
| 13-11-2015                                                                 | Alicante                                                                   | Spagna                                                                     | 2 – 0                                                                      | Inghilterra                                                                | Amichevole                                                                 | -                                                                          | 84’                                                                        |
| 17-11-2015                                                                 | Londra                                                                     | Inghilterra                                                                | 2 – 0                                                                      | Francia                                                                    | Amichevole                                                                 | -                                                                          |                                                                            |
| 26-3-2016                                                                  | Berlino                                                                    | Germania                                                                   | 2 – 3                                                                      | Inghilterra                                                                | Amichevole                                                                 | -                                                                          | cap.                                                                       |
| 22-5-2016                                                                  | Manchester                                                                 | Inghilterra                                                                | 2 – 1                                                                      | Turchia                                                                    | Amichevole                                                                 | -                                                                          | cap.                                                                       |
| 2-6-2016                                                                   | Londra                                                                     | Inghilterra                                                                | 1 – 0                                                                      | Portogallo                                                                 | Amichevole                                                                 | -                                                                          | 43’                                                                        |
| 11-6-2016                                                                  | Marsiglia                                                                  | Inghilterra                                                                | 1 – 1                                                                      | Russia                                                                     | Euro 2016 - 1º turno                                                       | -                                                                          | 62’                                                                        |
| 16-6-2016                                                                  | Lens                                                                       | Inghilterra                                                                | 2 – 1                                                                      | Galles                                                                     | Euro 2016 - 1º turno                                                       | -                                                                          |                                                                            |
| 20-6-2016                                                                  | Saint-Étienne                                                              | Slovacchia                                                                 | 0 – 0                                                                      | Inghilterra                                                                | Euro 2016 - 1º turno                                                       | -                                                                          | cap.                                                                       |
| 27-6-2016                                                                  | Nizza                                                                      | Inghilterra                                                                | 1 – 2                                                                      | Islanda                                                                    | Euro 2016 - Ottavi di finale                                               | -                                                                          |                                                                            |
| 4-9-2016                                                                   | Trnava                                                                     | Slovacchia                                                                 | 0 – 1                                                                      | Inghilterra                                                                | Qual. Mondiali 2018                                                        | -                                                                          |                                                                            |
| 8-10-2016                                                                  | Londra                                                                     | Inghilterra                                                                | 2 – 0                                                                      | Malta                                                                      | Qual. Mondiali 2018                                                        | -                                                                          |                                                                            |
| 11-10-2016                                                                 | Lubiana                                                                    | Slovenia                                                                   | 0 – 0                                                                      | Inghilterra                                                                | Qual. Mondiali 2018                                                        | -                                                                          | 88’                                                                        |
| 11-11-2016                                                                 | Londra                                                                     | Inghilterra                                                                | 3 – 0                                                                      | Scozia                                                                     | Qual. Mondiali 2018                                                        | 1                                                                          | 57’                                                                        |
| 15-11-2016                                                                 | Londra                                                                     | Inghilterra                                                                | 2 – 2                                                                      | Spagna                                                                     | Amichevole                                                                 | -                                                                          | 46’                                                                        |
| 22-3-2017                                                                  | Dortmund                                                                   | Germania                                                                   | 1 – 0                                                                      | Inghilterra                                                                | Amichevole                                                                 | -                                                                          | cap.                                                                       |
| 10-6-2017                                                                  | Glasgow                                                                    | Scozia                                                                     | 2 – 2                                                                      | Inghilterra                                                                | Qual. Mondiali 2018                                                        | -                                                                          |                                                                            |
| 13-6-2017                                                                  | Saint-Denis                                                                | Francia                                                                    | 3 – 2                                                                      | Inghilterra                                                                | Amichevole                                                                 | -                                                                          |                                                                            |
| 1-9-2017                                                                   | Ta' Qali                                                                   | Malta                                                                      | 0 – 4                                                                      | Inghilterra                                                                | Qual. Mondiali 2018                                                        | -                                                                          |                                                                            |
| 4-9-2017                                                                   | Londra                                                                     | Inghilterra                                                                | 2 – 1                                                                      | Slovacchia                                                                 | Qual. Mondiali 2018                                                        | -                                                                          |                                                                            |
| 5-10-2017                                                                  | Londra                                                                     | Inghilterra                                                                | 1 – 0                                                                      | Slovenia                                                                   | Qual. Mondiali 2018                                                        | -                                                                          |                                                                            |
| 2-6-2018                                                                   | Londra                                                                     | Inghilterra                                                                | 2 – 1                                                                      | Nigeria                                                                    | Amichevole                                                                 | 1                                                                          |                                                                            |
| 7-6-2018                                                                   | Leeds                                                                      | Inghilterra                                                                | 2 – 0                                                                      | Costa Rica                                                                 | Amichevole                                                                 | -                                                                          | 65’                                                                        |
| 28-6-2018                                                                  | Kaliningrad                                                                | Inghilterra                                                                | 0 – 1                                                                      | Belgio                                                                     | Mondiali 2018 - 1º turno                                                   | -                                                                          | cap.                                                                       |
| Totale                                                                     |                                                                            | Presenze                                                                   | 61                                                                         |                                                                            | Reti                                                                       | 5                                                                          |                                                                            |

## Palmarès

### Club

#### Competizioni nazionali
- Campionato inglese: 2

Chelsea: 2014-2015, 2016-2017
- Coppa d'Inghilterra: 2

Chelsea: 2011-2012, 2017-2018
- Coppa di Lega inglese: 1

Chelsea: 2014-2015

#### Competizioni internazionali
- UEFA Champions League: 1

Chelsea: 2011-2012
- UEFA Europa League: 2

Chelsea: 2012-2013, 2018-2019

### Individuale
- Squadra dell'anno PFA: 3

2014, 2015, 2017